# Provinz Canta
Die Provinz Canta ist eine von neun Provinzen der Region Lima an der Pazifikküste von Peru. Die Provinz hat eine Fläche von 1687,29 km². Beim Zensus 2017 lebten in der Provinz 11.548 Menschen. Im Jahr 1993 lag die Einwohnerzahl bei 10.996, im Jahr 2007 bei 13.513. Verwaltungssitz ist der Ort Canta.

## Geographische Lage
Die Provinz Canta liegt 45 km nordnordöstlich der Landeshauptstadt Lima. Sie erstreckt sich über das obere Einzugsgebiet des Río Chillón und reicht flussabwärts bis Flusskilometer 35. Im Osten reicht die Provinz bis zur Wasserscheide, die längs der peruanischen Westkordillere verläuft. Die Provinz Canta grenzt im Norden an die Provinz Huaral, im Osten an die Provinz Yauli (Junín), im Süden an die Provinz Huarochirí und im Westen an die Provinz Lima.

## Verwaltungsgliederung
Canta gliedert sich in folgende sieben Distrikte (Distritos). Der Distrikt Canta ist Sitz der Provinzverwaltung.
| Distrikt             | Verwaltungssitz  |
| -------------------- | ---------------- |
| Arahuay              | Arahuay          |
| Canta                | Canta            |
| Huamantanga          | Huamantanga      |
| Huaros               | Huaros           |
| Lachaqui             | Lachaqui         |
| San Buenaventura     | San Buenaventura |
| Santa Rosa de Quives | Yangas           |

## Politik

### Regionalpolitik
Der Regionalrat der Region Lima ist die Volksvertretung auf Regionalebene mit gewissen gesetzgeberischen Kompetenzen. Jede Provinz entsendet mindestens einen Vertreter, der alle vier Jahre in den peruanischen Regionalwahlen gewählt wird. Der Regionalrat von Lima besteht aus 13 Mitgliedern, von denen einer die Provinz Canta repräsentiert. In Canta wurde bei der Regionalwahl 2022 Merle Rita Santos León der Partei Patria Joven für die Periode vom 1. Januar 2023 bis zum 31. Dezember 2026 gewählt.

### Kommunalpolitik
Der Provinzrat von Canta besteht aus sechs Sitzen, von denen einer vom Provinzbürgermeister besetzt wird. Der Provinzbürgermeister und die weiteren Mitglieder des Provinzrats werden alle vier Jahre in den peruanischen Kommunalwahlen gewählt. Bei der Kommunalwahl 2022 wurden diese für die Periode vom 1. Januar 2023 bis zum 31. Dezember 2026 gewählt. Zum Provinzbürgermeister wurde Amador Seras Reinoso der Patria Joven gewählt. Von den restlichen fünf Mitgliedern des Provinzrats gehören vier ebenfalls der Patria Joven an und eins dem Wahlbündnis Juntos por el Perú.

## Verkehr
Die Provinz Cajabamba ist durch die Nationalstraße PE-20A, welche die Regionen Lima, Junín und Pasco mit der Hauptstadt Lima verbindet, im Südwesten an die Provinz Lima (regionsfrei) und im Nordosten an die Provinz Yauli (Region Junín) angebunden. Die Regionalstraßen LM-108 und LM-110 führen in Richtung Norden in die Provinz Huaral hinein, die LM-114 in Richtung Süden in die Provinz Huarochirí. Die LM-111 und mehrere Gemeindestraßen erschließen das Gebiet.